# Jorge Barbosa
Jorge Barbosa (Praia, Cap Verd, 22 de maig de 1902 - Cova da Piedade/Almada, 6 de gener de 1971) fou un escriptor capverdià.
Nascut a l'illa de Santiago, aleshores una província portuguesa, aviat es va traslladar a l'illa de São Vicente, on va passar els seus primers anys. Després va marxar a estudiar a Lisboa i després es va instal·lar a l'illa de Sal, on hi va treballar com a funcionari de la duana. Va morir a Cova da Piedade, a Portugal.
Col·laborà en diverses revistes i diaris portuguesos i capverdians. La publicació del seu primer llibre, Arquipélago en 1935 es considera una fita del naixement de la poesia moderna capverdiana, i per això n'és considerat pioner. La temàtica de les obres són els problemes polítics i socials del seu país.
En 2003 les autoritats de Cap Verd li dedicaren un segell. El seu poema Prelúdio, apareix al CD Poesia de Cabo Verde e Sete Poemas de Sebastião da Gama d'Afonso Dias

## Obres
- Arquipélago (1935)
- Ambiente (1941)
- Caderno de um Ilhéu (1955, guanyador del premi Camilo Pessanha)
- Els poemes prohibits Meio Milénio, Júbilo i Panfletário.